# قله آیگوئیل
قله آیگوئیل (انگلیسی: Aiguille Peak) قله ای است که در مرز استان استرالیایی کانادا، آلبرتا و بریتیش کلمبیا در پارک ملی بنف واقع شده‌است. در سال ۱۹۱۵ توسط آرتور او ویلر نامگذاری شد.